# Tehri-Garhwal
Tehri-Garhwal (o Tehri, abans Garhwal) fou un estat tributari protegit de l'Índia, avui a Uttarakhand i abans a les Províncies del Nord-oest després Províncies Unides d'Agra i Oudh. La capital és Tehri però el sobirà porta el títol de raja de Garhwal. La dinastia governants són rajputs kshatriyes de la raça llunar. La superfície de l'estat era de 10.826 km² (11.655 km² el 1901) i la població (1881) de 199.836 habitants repartits en 2249 pobles i el 1901 de 268.885 habitants repartits en 2.456 pobles. El 1931 la població era de 470.000 habitants. Les castes principals eren rajputs, bramans i doms.
La bandera de l'estat era rectangular dividida horitzontalment en dos colors, blanc al damunt i verd a sota.

## Història
Pels antecedents vegeu Districte de Garhwal, amb la història del regne de Garhwal i la llista de sobirans fins al 1804.
El 1815 els britànics van fer fora els gurkhes i van retornar a la dinastia de Garhwal els territoris a l'oest del riu Alaknanda, mentre que les situades a l'est, Dehra Dun i el Garhwal, foren posats sota domini britànic directe i van formar el districte de Dehradun i el districte de Garhwal a la divisió de Kumaun. El primer raja fou Sudarshan Shah, fill de Pradyuman (Parduman) Shah (mort el 1804 en combat contra els gurkhes).
Durant el motí de 1857 el raja Sudar Shan Sah, va donar suport als britànics; va morir el 1859 sense fills i d'acord amb el tractat de 1815 el principat va passar al govern britànic però en consideració als serveis de la dinastia es va permetre al seu fill gran il·legítim, Bhawani Singh, pujar al tron. Bhawani Singh va rebre després un sanad que li garantia el dret d'adopció. El 1871 li va succeir el seu fill Partap Singh, mort el 1887; el seu successor Kirti Shah fou declarat major d'edat el 1894. L'estat no pagava tribut al govern britànic.

## Llista de rages
- 1. Raja SUDARSHAN SHAH 1815-1859 (+ 7 de juny de 1859)
- 2. Raja BHAWANI SINGH 1859-1871
- 3. Raja PRATAP SHAH 1871-1887
- 4. Swasti Sir Raja KIRTI SHAH 1887-1913 (+ 25 d'abril de 1913)
- 5. Sir Maharaja NARENDRA SHAH Sahib Bahadur 1913-1946 (va abdicar el 26 de maig de 1946, +22 de setembre de 1950)
- 6. Maharaja MANABENDRA SHAH Sahib Bahadur 1946-1949 (+ 5 de gener de 2007)